# Jan Lehrmann
Jan Dal Lehrmann (født 1. december 1968) er en dansk erhvervsleder, der blandt andet er bestyrelsesformand for butikskæden Normal, og medstifter af Benjamin Media og BilBasen. Gift med Margrethe Dal Lehrmann. Fra 2019-2022 var han investor i tv-programmet Løvens Hule.